# The Solids
A The Solids egy amerikai power pop-együttes, aminek a tagjai jelenleg Carter Bays, Craig Thomas, Patrick Butler és C.C. DePhil. Ők írják, veszik fel és adják elő a zenéjüket 1996 óta. Az első népszerűbb daluk a "The Future is Now" (magyarul körülbelül: A jövő a most vagy A jövő most van), ami az amerikai FOX csatorna egyik szituációs komédiájának, az Oliver Beenenek a főcímdala lett. Szintén egy hasonló jellegű műsor, a 2005-ben indult Így jártam anyátokkal főcíme a "Hey, Beautiful" című daluk 12 másodperce, amit az együttes két tagja, Carter Bays és Craig Thomas írt.
Az együttest 1996 nyarán alapította Bays és Thomas. Szeptemberben csatlakozott hozzájuk Patrick Butler és Nick Coleman. Az első koncertjük a Wesleyan University területén volt, ahol mindegyikük tanult.
Az együttes nevét viselő album 2008 januárjában jelent meg. A zenekar tagjai jelenleg Los Angeles-ben élnek.